# Xiapi
Xiapi est une dénomination géographique qui désigne un ancien district et un ancien xian de la province de Xu en Chine antique. Son emplacement correspond aujourd'hui au nord-ouest du xian de Suining dans le Jiangsu.
Bordé à l'ouest par le district de Pei (province de Yu), au nord par les districts de Pengcheng et Donghai, au sud-est par le district de Guangling et au sud-ouest par le district de Jiujiang (province de Yang), le district de Xiapi est traversé par les rivières Si et Huai. Son territoire occupait grosso modo les villes-préfectures contemporaines de Suqian et de Huaian au nord-est de la province de Jiangsu. Jusqu'en l'an 72, le district de Xiapi était connu sous le nom de Linhuai.
Le xian était pour sa part situé à l'est de la ville contemporaine de Picheng 34° 28′ 01″ N, 117° 58′ 01″ E dans le Jiangsu et était un point stratégique important durant la dynastie Han.

## Histoire/Batailles
La ville de Xiapi, qui était sous le contrôle du seigneur de guerre Liu Bei, passa aux mains de Lü Bu en l'an 196. Ce dernier, qui s'était emparé de la ville par opportunisme, renoua avec Liu Bei et ensemble, gouvernèrent la région. Toutefois, leur alliance fut brève ; Lu Bu voyant Liu Bei comme une menace l'attaqua à nouveau et ce dernier alla rejoindre Cao Cao(ou Cao Cao ordonna à Liu Bei de combattre Lu Bu, mais ce dernier en fut informé, et de rage attaqua de suite Liu Bei, qui dut attendre Cao Cao pour retourner la situation à son avantage).
En l'an 197, Yuan Shu attaqua la ville de Xiapi, mais Lu Bu mena à bien la défense et fut victorieux.
En l'an 198, ce fut Cao Cao qui attaqua Xiapi, dernier rempart de Lü Bu. Le 7 février 199, après une vive résistance et la trahison de plusieurs de ses généraux, Lu Bu se résigna et capitula, mettant ainsi fin au siège de Xiapi. Lu Bu fut quant à lui exécuté.